# Leptosphaeria galiorum
Leptosphaeria galiorum är en svampart som beskrevs av Sacc. 1863. Leptosphaeria galiorum ingår i släktet Leptosphaeria och familjen Leptosphaeriaceae.   Inga underarter finns listade i Catalogue of Life.